# Ahtopol
Ahtopol (în bulgară Ахтопол; în greacă Αγαθόπολις, transliterat: Agathόpolis) este un oraș și stațiune la Marea Neagră în Bulgaria, situat în regiunea Burgas.

## Geografie
Orașul Ahtopol este situat la aproximativ 60 km sud-est de reședința de regiune, Burgas, la aproximativ 11 km sud-est de reședința de comună, Țarevo, și la aproximativ 15 km nord-nord-vest de cea mai sudică așezare bulgară de pe litoralul Mării Negre — satul Rezovo, pe lângă care trece frontiera de stat cu Turcia.

Plaja nordică din Ahtopol, cu vârful Papia în fundal

Capul Sveti Iani, văzut dinspre Capul Ahtopol

Orașul este situat pe o peninsulă stâncoasă între Capul Ahtopol și Capul Sveti Iani, pe o teasă de abraziune. La vest (imediat lângă oraș) se află poalele Munților Strandja, din care masivul Bosna⁠(d) are cel mai înalt punct în vârful Papia⁠(d) (501,4 m). La aproximativ 4 km spre sud, lângă satul Sinemoreț se afla gura de varsare a râului Veleka. Altitudinea lângă Biserica Adormirea Maicii Domnului (vis-a-vis de port) este de circa 10 m, dar în sud-vest se ridică la circa 30–35 m.
Clima este continental-mediteraneană cu o puternică influență climatică a Mării Negre (ierni blânde — cele mai blânde din Bulgaria, veri călduroase, primăveri timpurii și toamne lungi și calde). Ahtopol se află într-o zonă cu climat subtropical umed (în clasificarea climatică Köppen) care se învecinează cu un climat mediteranean cu efect continental limitat.
Solurile din pământ sunt în mare parte levigate asemănătoare scorțișoarei.
Prin Ahtopol trece drumul național de clasa a III-a III-9901⁠(d), care duce spre nord-vest prin satul Varvara la o legătură în apropierea orașului Tsarevo cu drumul național de clasa a II-a II-99⁠(d) și de-a lungul acestuia până la Burgas. La sud-est, același drum duce prin satul Sinemoreț până la Rezovo, unde se termină.
Teritoriul asociat orașului Ahtopol se învecinează cu cele ale satului Sinemoreț la sud; al satului Brodilovo la vest; al satului Varvara la nord-vest.
Ahtopol este o statiune de litoral cu: hoteluri; sate de vacanță și bungalouri (în principal în zona Korosiata, la vest de oraș); restaurante; unități de divertisment; campinguri. Plaja din apropierea zonei „Korosiata”, numita Plaja Centrală a Ahtopolului, este de nisip fin si dune, largă, având 2 km lungime, din care circa 1400 m se află pe teritoriul arondat orașului, restul fiind arondat satului Varvara (plaja de mare Camping Dolphin - proprietate teren cu identificator cadastral 10094.36.4). În preajma coastei, marea are adâncime mică.
Pe lângă Plaja Centrală, pe teritoriul Ahtopol există o serie de plaje mici: în apropierea orașului sunt „Fara”, „Fără nume 1”, „Estrada”, „Babeski Beach”, „Lazur”, „Sveti Iani”, iar la sud-estul orașului - „Airodi Sever”, „Airodi”, plajele „Ahtoto”, „Ahtos”, „Fără nume 2”, „Gura Velekăi”.
Orașul se află în zona teritorială a Parcului Natural „Strandja”.

## Istorie

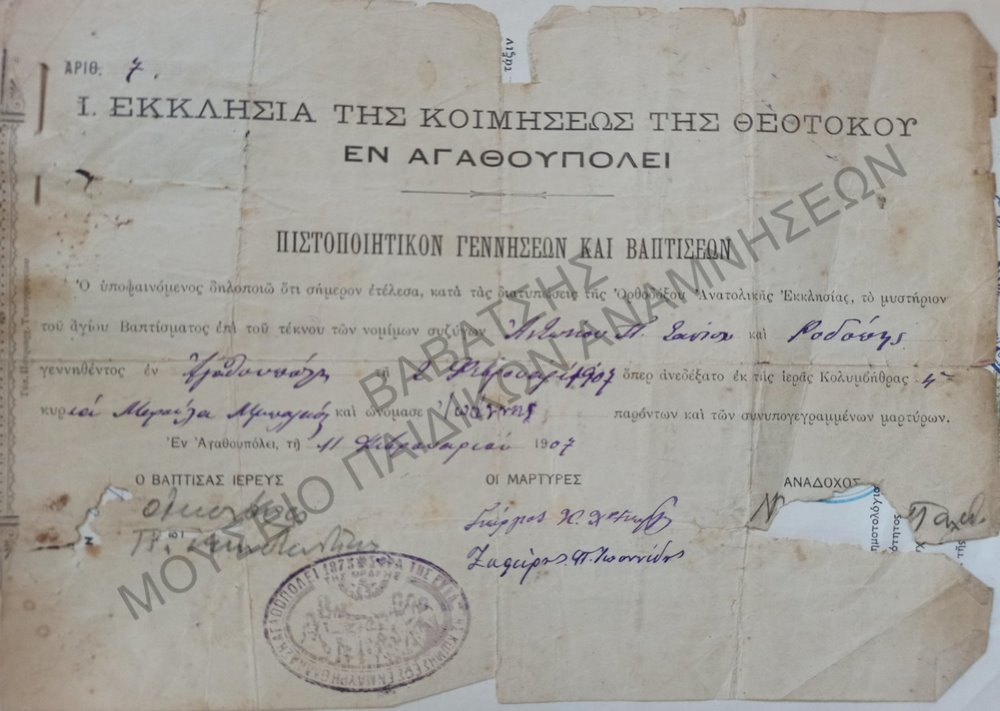
Certificat de botez emis de către parohia grecească Ahtopol cu sigiliul Mitropoliei Sozopolului,

Pe locul orașului de astăzi Ahtopol au existat așezări încă din epoca neolitică, iar în timpul epocii fierului zona a fost locuită de tribul trac Tini⁠(d). Ca oraș, Ahtopol a fost fondat în jurul anului 430 î.e.n. de către coloniști greci din Atena și se presupune că întemeierea sa a avut o legătură cu acțiunile lui Pericle în regiunile Mării Negre. Orașul a devenit un centru comercial, și a bătut monedă. După invaziile barbare din secolele al V-lea–al VII-lea, orașul a fost reconstruit de generalul bizantin Agathon, care l-a numit Agathopol.

Clădirea școlii grecești

În Evul Mediu, Agatopol a fost inclus de mai multe ori în teritoriul țaratelor bulgare. O inscripție a hanului Krum din 812 consemnează cucerirea lui, iar mai târziu a fost capturat de regele Teodor Svetoslav în 1304. În preajma anului 1389, la douăzeci de ani după capturarea Adrianopolului de către otomani, Mitropolia de Adrianopol și-a mutat sediul la Agatopol. Ahtopol a căzut în mâinile otomanilor mai întâi în 1396, când a fost cucerit împreună cu Sozopol și Midia. În 1403, sultanul Süleyman Çelebi l-a retrocedat Imperiului Bizantin, împreună cu orașele de coastă de la Bosfor până la Varna. Căderea finală a orașului sub stăpânire otomană a avut loc în primăvara anului 1453, împreună cu capitala Constantinopol și „aproape toate minunatele orașe ale Mării Negre”. La scurt timp după aceea, sultanul Mehmed al II-lea Cuceritorul a emis un ordin de relocare a locuitorilor din diferite orașe cucerite din Peninsula Balcanică în Constantinopolul depopulat. Acesta a inclus Ahtopolul, care a fost depopulat ca urmare. Nu după mult timp, orașul a fost reconstruit și colonizat cu imigranți din Asia Mică. În secolul al XVII-lea a fost menționat ca scaun episcopal.
La începutul secolului al XX-lea, cetățenii din Ahtopol dețineau 45 de ambarcațiuni, dintre care trei aveau un deplasament între 1000 și 3000 de tone. La izbucnirea Războiului Balcanic în 1912, doi locuitori ai Ahtopolului s-au oferit voluntari în miliția macedoneano-adrianopolitană⁠(d). După Războaiele Balcanice (1912–1913), orașul a fost anexat Bulgariei. Populația greacească a fost evacuată, iar în locul ei s-au stabilit refugiați bulgari din Tracia de Est. În 1918, Ahtopol a fost aproape complet distrus de un incendiu, care a distrus vechea catedrală „Adormirea Maicii Domnului”. Orașul modern a fost complet reconstruit după incendiu. În 1926, orașul avea 1.095 de locuitori.
Refugiații din Ahtopol au fondat satul Nea Agathoupoli („Noul Ahtopol”) în prefectura Pieria, Grecia.

## Demografie
Componența etnică a orașului Ahtopol
     Bulgari (72,51%)
     Romi (24,14%)
     Nicio identificare (2,56%)
     Altele (0,77%)
La recensământul din 2011, populația orașului Ahtopol era de 1.288 locuitori. Din punct de vedere etnic, majoritatea locuitorilor (72,51%) erau bulgari, cu o minoritate de romi (24,14%). Pentru 2,56% din locuitori nu este cunoscută apartenența etnică.

## Obiective turistice

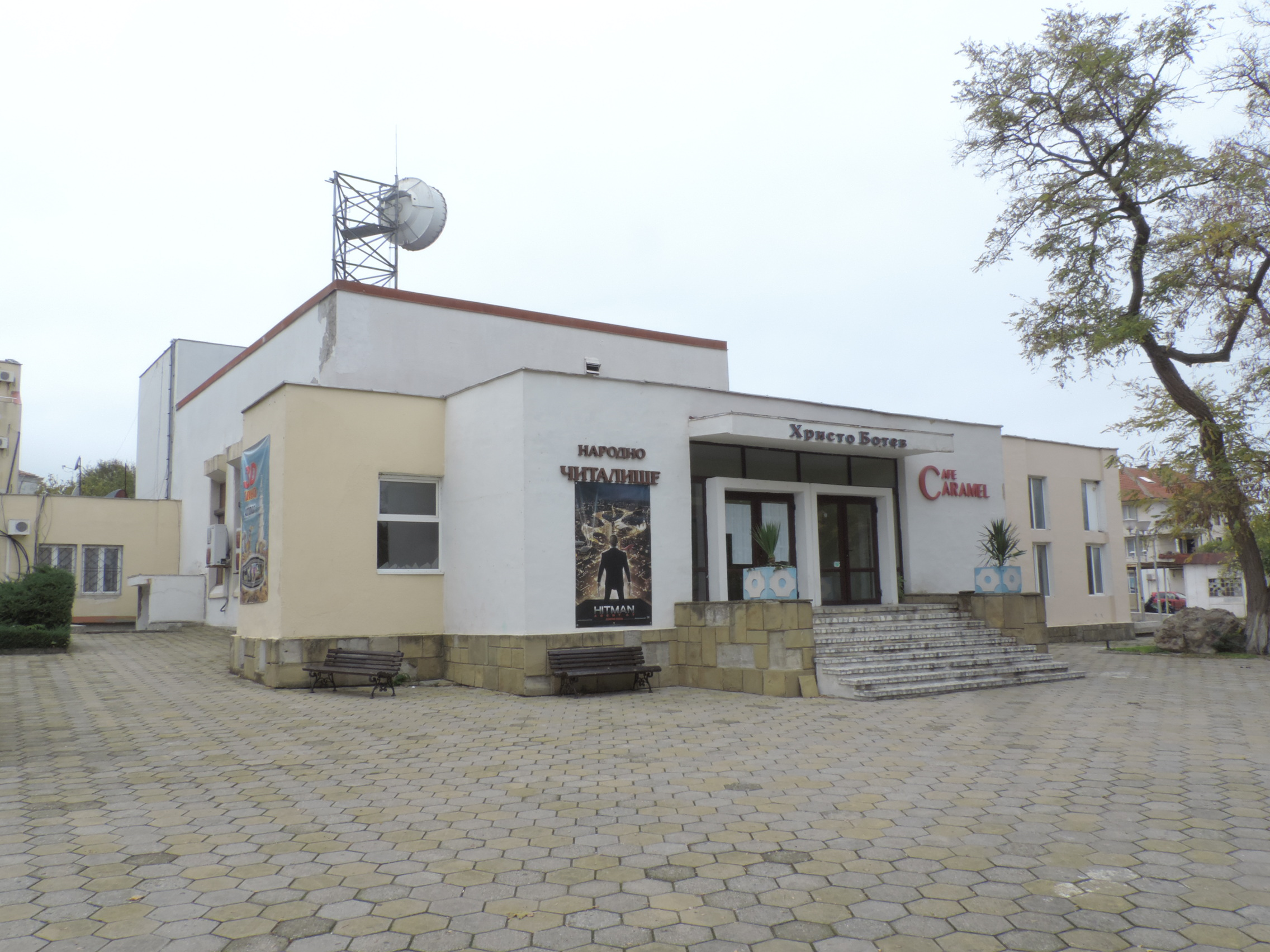
Centrul comunitar „Hristo Botev”, Ahtopol

S-au păstrat biserica „Înălțarea Domnului”, construită în anul 1776, rămășițe ale mănăstirii Sfântul Ioan („Sf. Iani”) din secolul al XII-lea, părți din zidul cetății (pe alocuri atingând 8 m înălțime și 3,5 m grosime). Cetatea Agatopol a fost construită de traci și romani, iar mai târziu de bulgari. Cetatea se afla pe peninsula stâncoasă înaltă, iar zidul cetății, descris de mulți călători, înconjura cetatea orașului. Era construit din pietre zdrobite, imbinate cu mortar amestecat cu chirpici. Centurile de piatră alternează cu cărămizi sferturi și au o grosime inițială de 1,95–3 m și o înălțime de  7–8 m, cu centuri de piatră alternate și 3 până la 5 rânduri de cărămizi sferturi. Pe latura de sud-est se afla poarta principală cu două turnuri de luptă, de până la 10–12 m înălțime, în apropierea căreia se află resturile unui zid tracic. În oraș există un muzeu de istorie.
În deceniile anilor 1940 și 1950, orașul a fost punctul terminus al căii ferate cu ecartament îngust Ahtopol–Brodilovo–Kosti, care a fost demontată în anii 1950 din cauza ineficienței.

## Sport
Singurul club sportiv din oraș este Fotbal Club Ahtopol. Echipa a fost fondată în 1992 sub numele „Cerno more” (Ahtopol) și a concurat timp de trei ani în grupul regional „B” Sud. După aceea, au fost apariții sporadice, dar în 2006 a fost din nou inclus în grupul regional „B” de Sud. În sezonul 2008/2009, s-a clasat pe locul 9 din zece echipe.
Stadionul din Ahtopol nu a fost încă renovat, iar meciurile se joacă în orașul vecin Țarevo.